# The House of Seven Corpses
The House of Seven Corpses is een Amerikaanse horrorfilm uit 1973 onder regie van Paul Harrison, met in de hoofdrollen John Ireland, Faith Domergue en John Carradine.

## Verhaal
Regisseur Eric Hartman maakt een horrorfilm over een landhuis waar de familie Beal gewelddadige dood stierf door bizarre ongelukken, zelfmoord en moord. Hij beslist om de film in het echte landhuis op te nemen, maar de conciërge waarschuwt hem om zich niet te bemoeien met zaken die hij niet begrijpt, er waren destijds immers occulte gebeurtenissen in het spel. De regisseur wil zijn film echter zo authentiek mogelijk maken en laat zijn cast de rituelen naspelen die in het huis plaatsvonden. Daardoor valt de hele filmploeg ten prooi aan een ghoul die hen één voor één uitschakelt.

## Rolverdeling
| Acteur               | Personage                             | Opmerkingen      |
| -------------------- | ------------------------------------- | ---------------- |
| John Ireland         | Eric Hartman                          |                  |
| Faith Domergue       | Gayle Dorian                          |                  |
| John Carradine       | Edgar Price                           |                  |
| Carole Wells         | Anne                                  | als Carol Wells  |
| Charles Macaulay     | Christopher Millan                    |                  |
| Jerry Strickler      | David                                 |                  |
| Ron Foreman          | Ron                                   |                  |
| Dennis Record        | Tommy                                 | als Larry Record |
| Marty Hornstein      | Danny                                 |                  |
| Charles Bail         | Jonathon Anthony Beal / Theodore Beal |                  |
| Lucy Doheny          | Suzanne Beal                          |                  |
| Jo Anne Mower        | Allison Beal                          |                  |
| Ronald Víctor García | Charles Beal                          | als Ron Garcia   |
| Jeff Alexander       | Russell Beal                          |                  |
| Wells Bond           | de ghoul                              |                  |